# Sabrina Fox
Pour les articles homonymes, voir Fox.
Sabrina Fox, de son nom de naissance Sabrina Lallinger (née le 26 septembre 1958 à Munich) est une auteur et animatrice de télévision allemande.

## Biographie
Sabrina Lallinger commence sa carrière comme rédactrice de l'illustration pour le magazine Bild+Funk puis travaille de façon autonome. Elle est animatrice de télévision en 1984 d'abord à la Bayerischer Rundfunk et à la SWF puis pour Sat.1.
Elle épouse Richard L. Fox, producteur de cinéma américain, et part avec lui à Los Angeles.
Elle arrête sa carrière à la télévision en 1994 et suit aux États-Unis une formation d'hypnothérapeute. Elle devient auteur de livres de spiritualité, notamment sur son expérience personnelle de l'existence des anges. Elle écrivit des chroniques pour Bild der Frau.
En 2004, elle divorce et revient vivre à Munich.

## Source de la traduction
- (de) Cet article est partiellement ou en totalité issu de l’article de Wikipédia en allemand intitulé « Sabrina Fox » (voir la liste des auteurs).